# رحلة التغيير في رحاب سيرة الأمين
رحلة التغيير في رحاب سيرة الأمين هو كتاب من تأليف أمل أحمد طعمة. ويتحدث عن رحلةٌ مع النّفسِ البشريّةِ ومداخلِ التّغييرِ فيها عبرَ سيرةِ النبي محمد.
لمحة عن الكتاب: الكتابُ ليسَ كتاب سيرةٍ محض، ولا كتابَ خواطرَ وحوارٍ مع الذّاتِ فقط. إنّهُ كتابٌ يبتكر طريقةً جديدةً في عرضِ سيرةِ النبي محمد، فهو يُزاوِجُ بينَ كتبِ السّيرةِ مِن حيثُ عرضِ أحداثِ السّيرةِ متسلسلةً كاملةً مع دقَّتِها مِن مصادرِها المعروفةِ وبين الحوارِ معَ الذّاتِ (المونولوج الداخلي) لشخصٍ هو بطلُ القصّة. فهو يُزاوِجُ بينَ السّيرةِ وهذا النَّوعِ مِنَ الأدبِ.